# Harini Amarasuriya
Harini Amarasuriya, née le 6 mars 1970 à Galle, est une enseignante et femme politique srilankaise. Elle est Première ministre du Sri Lanka depuis le 24 septembre 2024.

## Biographie

### Enfance et jeunesse
Harini Aramasuriya naît le 6 mars 1970 à Galle, sur la côte sud-ouest du pays, d’une mère au foyer et d'un père cultivateur de thé. En 1983, le gouvernement réquisitionne la plantation et sa famille déménage à Colombo. Elle est scolarisée au Bishop's College, école privée anglicane, et passe un an d'échange scolaire aux États-Unis.
Alors que la violence de la guerre civile atteint son paroxysme en 1988-1989 et que écoles et universités sont fermées, elle part du pays pour ses études. Elle est diplômée d'une licence de sociologie à l'université de Delhi en 1994. Elle revient au pays et est employée pour la première fois comme travailleuse sociale dans un centre associatif local spécialisé dans la santé mentale. Elle poursuit avec un master en anthropologie appliquée à l'université Macquarie de Sydney en Australie, puis travaille un moment pour l'ONG Care International. Elle termine sa formation universitaire par un doctorat en anthropologie sociale à l'université d'Édimbourg,,,,,.

### Professeure universitaire reconnue et engagée
Elle devient en 2010 maîtresse de conférence en sociologie à l’université ouverte du Sri Lanka à Colombo. Elle est directement plongée dans la mobilisation des universitaires qui, en 2011, manifestent contre le gouvernement Rajapaska, pour de meilleures conditions de travail et davantage d'investissements publics dans l'enseignement supérieur, jusqu’à faire grève pendant trois mois en 2012. Elle s'engage dès le premier jour dans la mobilisation et rejoint la Fédération des associations de professeurs universitaires,.
Dans une perspective intersectionnelle des différents mécanismes sociaux d'exclusion, de stigmatisation et de discrimination, elle prend position publiquement contre les injustices et privilèges de classe et de caste, pour la gratuité et l'égalité d'accès à l'éducation, pour l'égalité de genre et les droits LGBT, contre la marginalisation sociale des minorités tamoules et musulmanes par le nationalisme ethnoreligieux, contre la culture politique dynastique, antidémocratique et masculiniste, mais aussi contre la culture universitaire de compétition, de productivité et de neutralité politique,.
Universitaire reconnue et chercheuse saluée pour son travail en anthropologie sociale sur les inégalités de genre et le rôle des femmes dans les mouvements sociaux, les questions de classe et d'emploi, la protection de l'enfant et les failles du système d'éducation srilankais, mais aussi le lien entre activisme politique et intimité, et les dynamique de mondialisation et développement, elle accède à la tête du département des sciences humaines et sociales de l’université,,.
Elle se rapproche en 2015 du Front de libération du peuple (JVP), qu'elle estime le plus à même de changer la direction politique du pays,.

### Implication en politique électorale
Elle rejoint à sa création en 2019 le Pouvoir populaire national (JJB), coalition du JVP et de multiples organisations politiques, syndicales, féministes et écologistes. Elle démissionne de son poste de professeure et entre pleinement en politique. Elle prend la tête Collectif féminin progressiste interne à l'alliance et fait campagne pour la candidature d'Anura Kumara Dissanayaka à l'élection présidentielle de 2019,.
À l'issue des élections législatives de 2020, seulement 7e sur la liste nationale du JJB, elle se voit pourtant confier le seul siège obtenu par ce mode de scrutin, afin de favoriser la représentation politique des femmes et du JJB non-JVP,.
Activiste progressiste et réformiste pour les droits humains, et libérale autoproclamée de l'aile de centre gauche du JJB, Harini Amarasuriya est un élément clef de la coalition menée par le JVP pour rassurer la minorité tamoule, la classe moyenne supérieure urbaine anglophone et diplômée et les investisseurs privés concernant ce parti à l'histoire marquée de marxisme, d’insurrections sanglantes et de nationalisme cingalais,,,,.
À la suite de la victoire d'Anura Kumara Dissanayaka (« AKD ») à l'élection présidentielle de 2024, elle est nommée le 24 septembre 2024 Première ministre du Sri Lanka. Afin d'élaborer la politique gouvernementale en attendant les élections législatives du 14 novembre, AKD forme un gouvernement provisoire constitué de lui même et des trois députés du JJB, Harini Aramasuriya, Vijitha Herath et Laxman Nipunarachchi,,,.